# Хемаглутинация
Хемаглутинацията е специфичен вид аглутинация, която е свързана с червените кръвни клетки. Използва се най-вече за определяне на кръвни групи. Дадена кръвна група може да бъде определена като се използват антитела, които се свързват с А или В-кръвногруповите антигени в кръвна проба. Например, ако се добавят антитела, които свързват кръвна група А и настъпи аглутинация, кръвта и или група А или АВ. За определим коя от двете е, се добавят антитела, които свързват В кръвна група и ако не се получи аглутинация, кръвната група е А. Ако в кръвта не се получи аглутинация нито при добавяне на анти- А, нито при добавяне на анти-В, кръвната група е 0.